# Liste des patriarches latins de Constantinople
La fonction et le titre de Patriarche latin de Constantinople ont été créés par l'Église catholique au moment des Croisades. Ils ont été supprimés en 1964.

## Patriarches latins de Constantinople
- Tommaso Morosini (1204-1211)
- (Vacant 1211-1215)
- Gervais (patriarche) (1215-1219)
- (Vacant 1219-1221)
- Matthieu de Constantinople (1221-1226)
- Jean Halgrin (1226), qui déclina son élection
- Simon de Maugastel (1227-1233)
- (Vacant 1233-1234)
- Niccolò da Castro Arquato (1234-1251)
- (Vacant 1251-1253)
- Pantaleon Giustiani (1253-1286)

(Le patriarcat devint « in partibus », c'est-à-dire titulaire, après la reconquête en 1261 de Constantinople par les Byzantins)
- Pietro Correr (1286-1302)
- Leonardo Faliero ou Falier (1302- c. 1305)
- Nicolas de Thèbes (c. 1308- octobre 1330)
- Cardinale Morosini (avril 1332-1335)[1]
- Gozio Battaglia (1335-1339)
- Roland d'Ast (1339)
- Henri d'Asti (en) (1339-1345)
- Etienne de Pinu (1346)
- Guillaume Pusterla (1346-1364)[2]
- Pierre Thomas (1364-1366)
- Paul de Thèbes (patriarche) (1366-1370)
- Hugolin ou Ugolino Malabranca (1371- c. 1375)
- Giacomo d'Itro (1376-1378), excommunié en conséquence du schisme d'occident

- Obédience romaine
  - Paul Tagaris Paléologue (1379/80-1384)
  - 1384-1390 : vacant
  - Angelo Correr (1390-1405), futur pape Grégoire XII
  - Antonio Correr (1408)
  - Giovanni Contarini (1409- c. 1412)

- Obédience avignonaise
  - Guglielmo d'Urbino (1379)
  - Louis de Mitylène (1406-1408)
  - Alphonse de Séville (1408-)

- Obédience pisane
  - Francis Lando (1409)
  - Jean de la Rochetaillée (1412-1423)

- Giovanni Contarini (à nouveau) (1424-1430?)
- François de Conzié (1430-1432)
- (Vacant 1432-1438)
- Francesco Condulmer (1438-1453)
- Grégoire Mamme ou Mammas (1454-1459)
- Isidore de Kiev (1459-1463)
- Bessarion (1463-1472)
- Pietro Riario (1472-1474)
- Jerôme Lando (1474- c. 1496)
- Giovanni Michiel (1497-1503)
- Giovanni Borgia (1503)
- Francis de Lorris (1503-1506)
- Marco Cornaro (1506-1507), Doge de Venise
- Tamás Bakócz (1507–1521)
- Marco Cornaro (1521-1524), à nouveau
- Egidio da Viterbo (1524-1530)
- Francesco Pesaro (1530-1545), archevêque de Zadar
- Marino Grimani (1545-1546)
- Ranuccio Farnèse (1546-1550)
- Fabio de Columna (1550-1554), évêque d'Aversa
- Ranuccio Farnèse (1554-1565), à nouveau
- Scipione Rebiba (1565-1573), cardinal-évêque d'Albano
- Prospero Rebiba (1573-1593) évêque de Catania
- Silvio Savelli (1594-1599)
- Bonifazio Bevilacqua Aldobrandini (1598-1627?)
- Bonaventura Secusio a Caltagirone, O.F.M. Obs. (1599-1618)
- Ascanio Gesualdo (1618-1638)
- Francesco Maria Macchiavelli (1640-1641)
- Giovanni Giacomo Panciroli (1641-1643)
- Giovanni Battista Spada (1643-1675?)
- Volumnio Bandinelli (1658-1660)
- Stefano Ugolini (1667-1681)
- Odoardus Cybo (1689-1706?)
- Lodovico Pico Della Mirandola (1706-1718)
- Camillo Cybo (1718-1729)
- Mundillus Orsini, C.O. (1729-1751)
- Ferdinando Maria de Rossi (1751-1759)
- Philippus Iosias Caucci (1760-1771)
- Juan Portugal de la Puebla (1771–1781)
- Franciscus Antonius Marucci (1781-1798)
- Benedicto Fenaja, C.M. (1805-1823)
- Giuseppe della Porta Rodiani (1823-1835)
- Giovanni Soglia Ceroni (1835-1844)
- Fabio Maria Asquini (1844-1851)
- Domenico Lucciardi (1851-1860)
- Iosephus Melchiades Ferlisi (1860-1865)
- Rogerius Aloysius Emygdius Antici Mattei (1866-1878)
- Iacobus Gallo (1878-1881)
- (Vacant 1881-1887)
- Iulius Lenti (1887-1895)
- Ioannes Bapt. Casali del Drago (1895-1899
- Alexander Sanminiatelli Zabarella (1899-1901)
- Carlo Nocella (1901-1903), mort en 1908, au préalable patriarche latin d'Antioche
- Giuseppe Ceppetelli (1903-1917)
- (Vacant 1917-1923)
- Michele Zezza di Zapponeta (1923-1927)
- Antonio Anastasio Rossi (1927-1948)
- (Vacant 1948-1964)

Poste supprimé en 1964